# El Tunal (Salta)
El Tunal es una localidad argentina de la provincia de Salta, en el Departamento Metán.
Se encuentra sobre la Ruta Nacional 16.
En los últimos años ha crecido el movimiento de gente gracias a la gente que acude allí para pescar, en el Pueblo hay varios servicios de Pesca, ya que todo el pueblo colinda con el Río Juramento. También es una zona rural, donde hay diferentes cultivos. Como ser soja, maíz. Y también actividad ganadera.

## Población
Contaba con 470 habitantes (Indec, 2001), lo que representa un incremento del 3,7% frente a los 453 habitantes (Indec, 1991) del censo anterior.

## Sismicidad
La sismicidad del área de Salta es frecuente y de intensidad baja, y un silencio sísmico de terremotos medios a graves cada 40 años